# Otto Knows
Otto Knows, pseudonimo di Otto Jettmann (Stoccolma, 6 maggio 1989), è un disc jockey e produttore discografico svedese.
Ha avuto una serie di successi in Svezia, Belgio e nei Paesi Bassi. Ha collaborato con vari artisti, come Avicii, Sebastian Ingrosso e Alesso e ha pubblicato remix di artisti come ATB e Imogen Heap. Nel 2010 ha esordito nella scena della musica elettronica europea con il remix di Hide and Seek (Otto Knows bootleg) degli Imogen Heap. Il remix permise a Otto di essere notato da Tim Berg (Avicii), che utilizzò la sua produzione in Hide & Seek (Avicii Remix).
Con Avicii ha collaborato anche alla realizzazione del brano iTrack (Avicii vs Oliver Ingrosso & Otto Knows) e ha prodotto il brano Kick Out the Epic Motherf**ker tratto dall'album The Rules of Dada di Dada Life.
Il suo più grande successo è il singolo Million Voices, pubblicato nel 2012, che ha raggiunto alte posizioni nelle classifiche olandesi e belga.

## Discografia

### Remix
2012: Lies - Burns (Otto Knows Remix) (Sony)
2012: Kick Out the Epic Motherf*cker - Dada Life (Otto Knows Remix) (So Much Dada)
2013: Starlight (Could You Be Mine) - Don Diablo & Matt Nash feat. Noonie Bao (Otto Knows Remix) (Axtone)
2015: Something New - Axwell Λ Ingrosso (Otto Knows Remix)
2015: Din tid kommer - Håkan Hellström (Otto Knows Remix)
2017: Without You - Avicii (Otto Knows Remix) (Universal)

### Singoli
| Anno | Singolo                                                            | Posizione raggiunta in classifica | Posizione raggiunta in classifica | Posizione raggiunta in classifica | Posizione raggiunta in classifica | Posizione raggiunta in classifica | Posizione raggiunta in classifica | Posizione raggiunta in classifica | Posizione raggiunta in classifica | Album                                                                            |
| Anno | Singolo                                                            | SWE                               | AUT                               | BEL (Vl)                          | BEL (Wa)                          | FR (Les charts)                   | GER                               | NL                                | UK                                | Album                                                                            |
| ---- | ------------------------------------------------------------------ | --------------------------------- | --------------------------------- | --------------------------------- | --------------------------------- | --------------------------------- | --------------------------------- | --------------------------------- | --------------------------------- | -------------------------------------------------------------------------------- |
| 2010 | iTrack (Avicii vs. Oliver Ingrosso & Otto Knows)                   | —                                 | —                                 | —                                 | —                                 | —                                 | —                                 | 30                                | —                                 | /                                                                                |
| 2012 | Million Voices                                                     | 46                                | 44                                | 3                                 | 5                                 | 3                                 | 73                                | 5                                 | 14                                | /                                                                                |
| 2014 | Parachute                                                          | —                                 | —                                 | —                                 | —                                 | —                                 | —                                 | —                                 | —                                 | "—" Indica album che non sono entrati in classifica o non sono stati pubblicati. |
| 2015 | Next To Me                                                         | 7                                 | —                                 | —                                 | —                                 | —                                 | —                                 | —                                 | —                                 | /                                                                                |
| 2016 | Dying For You (feat.Francisca Del Rosario, Don Marcos & Alex Aris) | —                                 | —                                 | —                                 | —                                 | —                                 | —                                 | —                                 | —                                 | "—" Indica album che non sono entrati in classifica o non sono stati pubblicati. |